# Nephrotoma dorsata
Nephrotoma dorsata är en tvåvingeart som beskrevs av Alexander 1953. Nephrotoma dorsata ingår i släktet Nephrotoma och familjen storharkrankar. Inga underarter finns listade i Catalogue of Life.